# Villaria odorata
Villaria odorata är en måreväxtart som först beskrevs av Francisco Manuel Blanco, och fick sitt nu gällande namn av Elmer Drew Merrill. Villaria odorata ingår i släktet Villaria och familjen måreväxter. Inga underarter finns listade i Catalogue of Life.